# Schiestlhaus
Das Schiestlhaus ist eine Schutzhütte des Österreichischen Touristenklubs in der Hochschwabgruppe. Es ist das erste hochalpine Passivhaus. Das Schiestlhaus liegt auf einer Seehöhe von 2156 m ü. A. in einem Sattel ca. 600 m nordöstlich des Hochschwab-Gipfels. Es liegt am Nordalpenweg und am Nord-Süd-Weitwanderweg.

## Geschichte
Im Jahr 1884 wurde einige Meter östlich des heutigen Gebäudes eine Schutzhütte errichtet und zwischen 1895 und 1913 erweitert. Die Hütte wurde nach Leopold Schiestl, von 1870 bis 1880 Präsident des ÖTK, benannt. Die Versorgung der Hütte erfolgte bis 1973 mit Trägern und Tragtieren; ab 1974 auch per Hubschrauber. Eine 1976 errichtete Materialseilbahn wurde bereits im ersten Winter zerstört.
Wegen der schlechten Bausubstanz der alten Hütte wurde um 2000 ein Neubau ins Auge gefasst, der jedoch wegen der hohen Kosten nicht vom ÖTK alleine finanziert werden konnte.
Es stellte sich heraus, dass mit Hilfe der Förderungen verschiedener Stellen für das Pilotprojekt eines Passivhauses im hochalpinen Bereich eine Finanzierung möglich würde,
daher wurde das Projekt der ersten alpinen Schutzhütte in der Bauweise eines Passivhauses in Angriff genommen.
Dieses Projekt musste wegen der exponierten Lage als sehr ambitioniert gelten; das Gebäude muss nicht nur niedrigen Temperaturen, sondern auch Windgeschwindigkeiten über 200 km/h widerstehen.
Da das Schiestlhaus weder über eine Zufahrtsstraße noch über eine Materialseilbahn verfügt, mussten alle Baumaterialien und Geräte per Hubschrauber transportiert werden; manche Teile wurden auch von freiwilligen Helfern zur Baustelle getragen.
Ein Problem für den Neubau waren auch anfängliche Widerstände von Seiten des Grundeigentümers (Forstverwaltung Meran) gegen den Bau an der nunmehrigen Stelle, die erst in langwierigen Verhandlungen überwunden wurden.
Der Neubau wurde 2004 begonnen und 2005 eröffnet; die alte Hütte wurde abgetragen.

## Architektur und Haustechnik

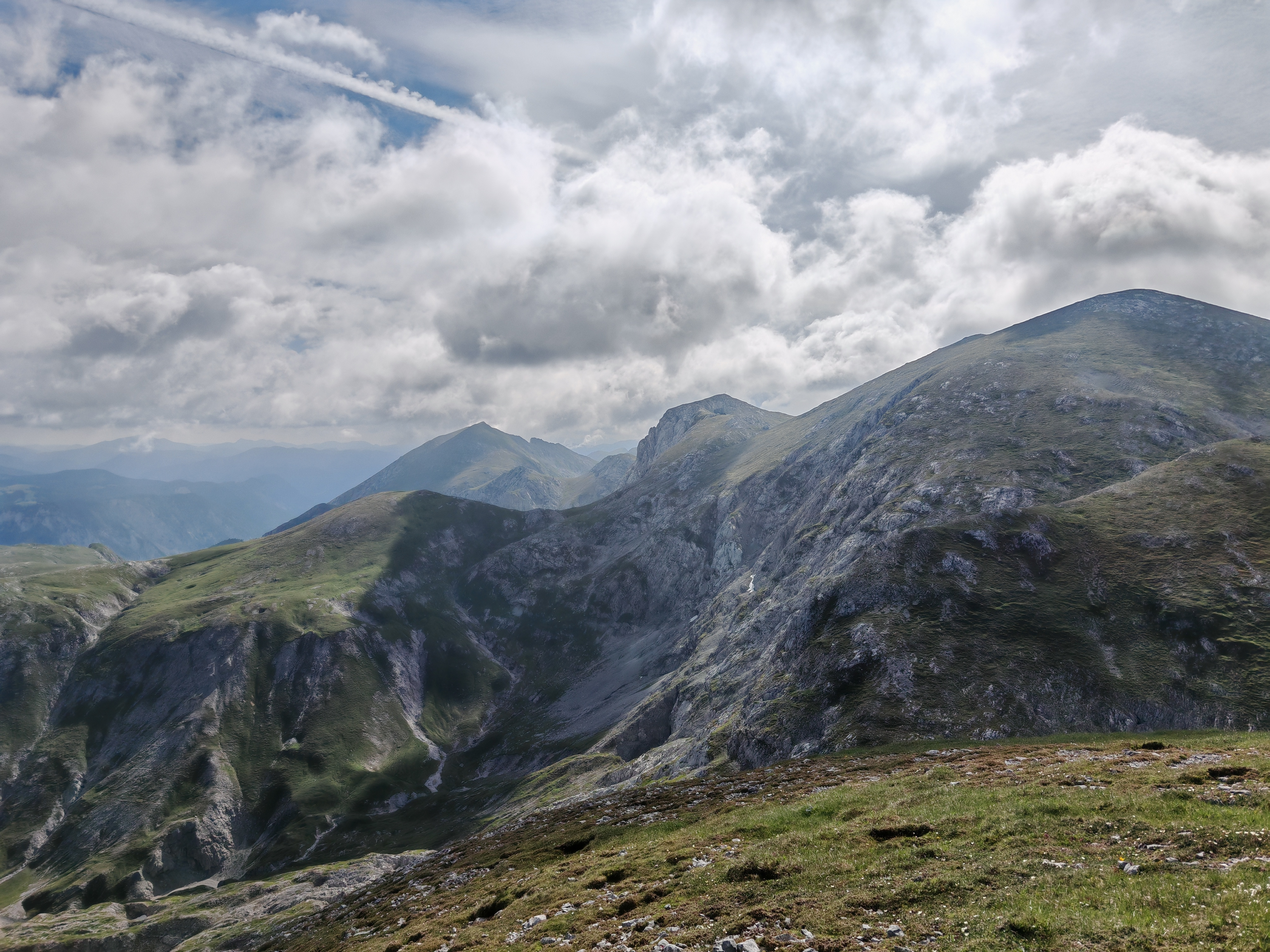
Exponierte Lage: Rechts der Hochschwabgipfel, Schiestlhaus rechts oberhalb der Felswand („Eismauer“) in der Bildmitte. Blick von Westen.

Die Architektur ist strikt nach funktionalen Anforderungen konzipiert. Das Konzept basiert auf einer Studie von Marie Rezac an der TU Wien, Generalplanerin war eine ARGE aus POS architekten (Ursula Schneider, Fritz Oettl) und Treberspurg & Partner Architekten.
Das Sockelgeschoß wurde in Betonbauweise ausgeführt, die beiden darüberliegenden Geschoße als Holzkonstruktion. Zur optimalen Nutzung der Sonnenenergie ist die Südseite mit großen Glasflächen, 64 m² Solarkollektoren und 78 m² Solarzellen mit 7.4 kWp ausgestaltet. Auch die Raumaufteilung im Inneren wurde unter dem Gesichtspunkt niedrigen Energieverbrauchs geplant. Bei geringer Auslastung in längeren Schlechtwetterperioden werden nur die benötigten Gebäudeteile temperiert.
Die auch im Sommer niedrigen Außentemperaturen verlangen eine hohe Wärmedämmung der Wände, diese sind mehrschalig aufgebaut und erreichen einen U-Wert von ca. 0,13 W/(m²·K). Die Wandkonstruktion wurde außen mit Lärchenholz verschalt und später durch Aluminiumpaneele ausgetauscht.
Die Abwärme, insbesondere aus der Küche, wird durch einen Abluftwärmetauscher genutzt; daher sind nur im Trockenraum und in den Bädern Heizkörper nötig. Da in der Umgebung keine Quelle vorhanden ist, wird das Regenwasser von der Dachfläche aufgefangen, in einer Zisterne (34 m³) im Sockelgeschoß gespeichert und für die Verwendung mit einer UV-Entkeimung und einem Sandfilter aufbereitet.
Zusätzlich zu der Photovoltaikanlage ist das Schiestlhaus mit einem Pflanzenölheizblockkraftwerk ausgestattet, um die Energieversorgung im Winter und während der Hochsaison zu gewährleisten.
Da das Schiestlhaus im Einzugsgebiet der II. Wiener Hochquellenwasserleitung liegt, wurden besonders hohe Anforderungen an die Abwasserreinigung gestellt. Wegen der niedrigen Außentemperaturen muss die biologische Reinigung der Abwässer mit nachfolgender Entkeimung (mit UV-Licht) im Sockelgeschoß des Gebäudes erfolgen.

## Zustieg

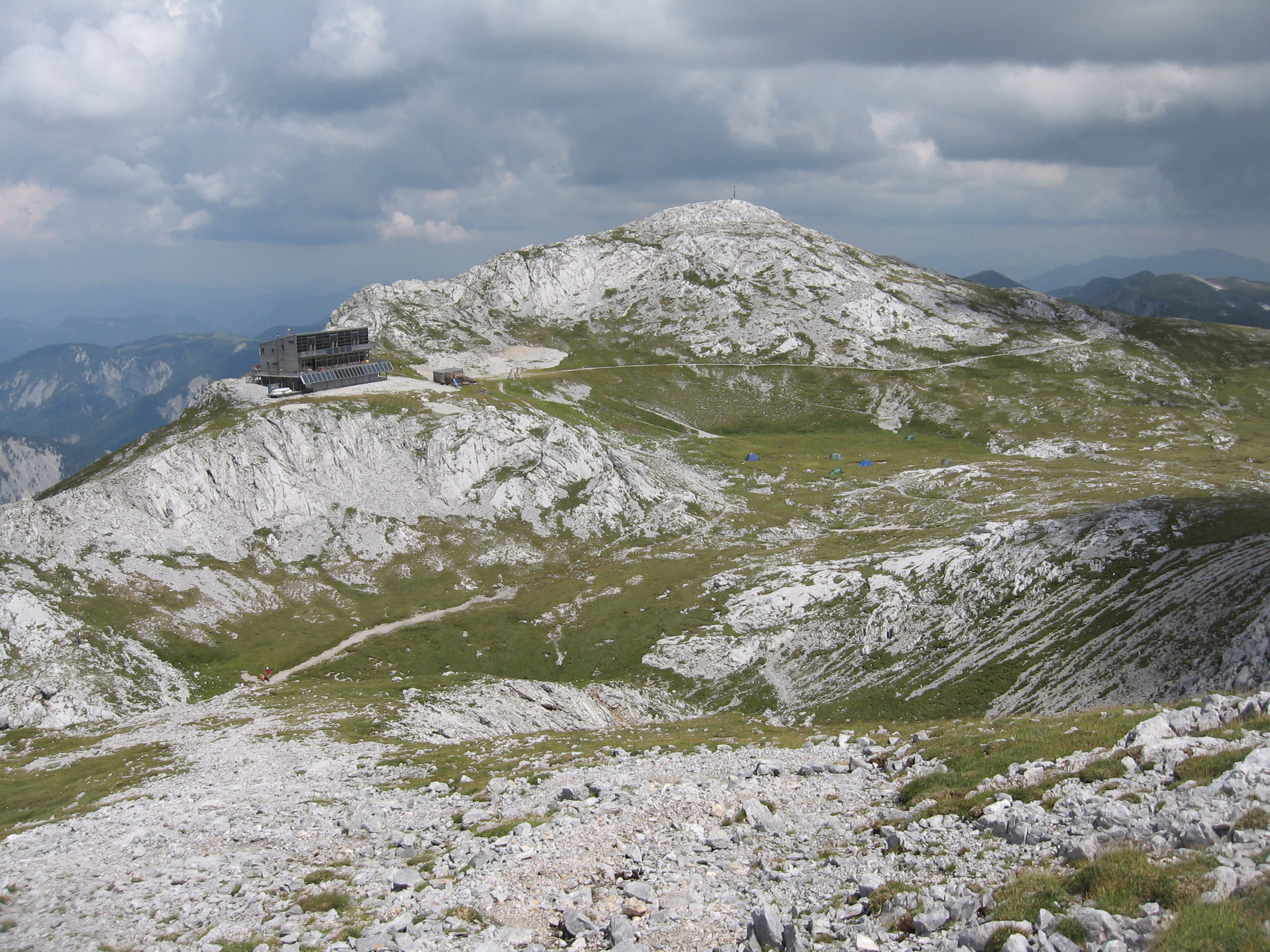
Das Schiestlhaus und seine Umgebung

- Von Seewiesen (950 m) über die Voisthaler Hütte in einer Gehzeit von 4½ Stunden.
- Von Gasthaus Bodenbauer (884 m)
  - über das G'hackte in einer Gehzeit von 4½ Stunden. Es handelt sich um einen gesicherten Steig, Trittsicherheit ist daher nötig. Im Frühjahr und Frühsommer ist wegen Schneelage hochalpine Erfahrung und Ausrüstung nötig.
  - über den Trawiessattel und den Graf-Meran-Steig in einer Gehzeit von 5 Stunden.
- Von Weichselboden über die Edelbodenalm in einer Gehzeit von 4½ Stunden.

## Gipfel
- Hochschwab (2277 m) in einer Gehzeit von 30 Minuten.
- Ringkamp (2153 m) in einer Gehzeit von 1½ Stunden.
- Zagelkogel (2255 m) in einer Gehzeit von 1¼ Stunden.

## Übergänge zu anderen Hütten
- Zur Voisthaler Hütte (1654 m) in einer Gehzeit von 1¼ Stunden.
- Zur Häuselalm (1526 m) in einer Gehzeit von 3 Stunden.
- Zur Sonnschienhütte (1526 m) in einer Gehzeit von 4 Stunden.
- Zur Aflenzer Bürgeralm (1809 m) in einer Gehzeit von 4 Stunden.